# 皇家巴利亚多利德诺言
皇家巴利亚多利德诺言（西班牙語：Real Valladolid Club de Fútbol Promesas）是一支位於西班牙卡斯蒂利亚-莱昂華拉度列的職業足球會，目前於西班牙足球乙二級聯賽第 II 組角逐。是華拉度列的後備隊。

## 榮譽
- 西班牙丙組足球聯賽: (7) 1954-55, 1980–81, 1981–82, 1982–83, 1990–91, 2011–12, 2013–14

## 外部連結
- Real Valladolid official website （页面存档备份，存于） （西班牙語）
- Futbolme team profile （页面存档备份，存于） （西班牙語）
- Blanquivioletas, fansite （页面存档备份，存于） （西班牙語）
- Pucelanos, fansite （页面存档备份，存于） （西班牙語）